# 巴尔达斯蒂利亚斯
巴尔达斯蒂利亚斯，是西班牙埃斯特雷马杜拉卡塞雷斯省的一个市镇。总面积8平方公里，2001年普查人口總數為371人，人口密度為每平方公里46人。